# Irdin Mahna-formatie
De Irdin Mahna-formatie is een geologische formatie in de Gobiwoestijn in de Volksrepubliek China die afzettingen uit het Eoceen omvat.

## Locatie
De Irdin Mahna-formatie bevindt zich in het oosten van het Erlian-bekken in de noordelijke Chinese regio Binnen-Mongolië. In het Erlian-bekken liggen meerdere gesteentelagen uit het Paleogeen. De Irdin Mahna-formatie overligt de Arshanto-formatie.

## Ouderdom
De ouderdom van de Irdin Mahna-formatie zou overeenkomen met de bovenste laag van de Uinta-formatie in Wyoming (ongeveer 42 miljoen jaar oud) en overeenkomsten in fauna ondersteunen dit. Het is de naamgevende locatie van het Irdinmahnan, een van de Asian land mammal ages die loopt van 46 tot 40,5 miljoen jaar geleden.

## Fossiele vondsten
De belangrijkste vondsten in de Irdin Mahna-formatie werden gedaan tijdens de Centraal-Aziatische Expedities (1921-1930). Uit de Irdin Mahna-formatie zijn diverse grote herbivoren bekend. De onevenhoevigen zijn het diverst met brontotheriën, chalicotheriën, palaeotheriën, tapirachtigen en met name diverse neushoornachtigen. Daarnaast zijn ook enkele overlevers van herbivore groepen uit het Vroeg-Eoceen bekend, zoals uintatheriën als Gobiatherium en pantodonten als Eudinoceras. De grootste roofzoogdieren waren Andrewsarchus en Sarkastodon.